# Frälsningsarmén, Uppsala
Frälsningsarmén, Templet eller Uppsala-kåren är en frikyrka i centrala Uppsala ansluten till samfundet Frälsningsarmén i Sverige. Kåren (församlingen) grundades 1883. Nuvarande kårledare är sedan 2019, Åsa och Christer Svensson.

## Historia
Den 11 oktober 1883 marscherade en stor skara frälsningssoldater längs Kungsgatan i Uppsala. De hade kommit från Stockholm för att skapa anläggning i universitetsstaden och på så sätt sprida evangeliet. Uppsala-kåren räknar sin existens från och med den 11 december 1883 då armén drog in i Teatern. I början av februari 1884 blev den nya lokalen på Skolgatan 20 färdig att tas i bruk. Major Hanna Ouchterlony, betraktad som grundare av Frälsningsarmén i Sverige samt i Norge, ledde invigningsmötet den 12 februari och föreslog då att lokalen skulle kallas Arken.
Sedan 1893 är kåren belägen på S:t Persgatan 20, i det tidigare Sankt Perskapellet vilket använts som gudstjänstlokal under domkyrkans restaurering. Armén döpte kapellet till Templet. Uppsala-kåren bestod snart av en stor trupp underofficerare, soldater och rekryter samt en mycket livaktig verksamheten bland barn och ungdomar. Det var genom Uppsala-kårens verksamhet som man också kunde bilda kårer i Vittinge, Alunda och Harbo.